# NGC 19
NGC 19是仙女座的一個漩渦星系。星等為13.3，赤經為10分40.8秒，赤緯為+32°58'58"。在1885年9月20日首次被發現。